# Meteorologiåret 2018

## Händelser

### Maj
- Maj blev rekordvarm och rekordsolig i stora delar av Sverige. Medellufttrycket var det högsta sedan 1947 i Svealand.[1]

### Juli
- 15 juli: Skogsbränder rasar i mellersta Sverige.

- 16 juli: Temperaturen 32,5 grader uppmäts i Kvikkjokk-Årenjarkka, Lappland, vilket är nytt värmerekord där.

- 25 juli: Värmebölja i nästan hela Sverige med temperaturer i söder på över 30 grader.

- 26 juli: Temperaturen 34,6 grader uppmäts i Hästveda, Skåne. [2]

### Augusti
- 2 augusti: Minimitemperaturen 23,7 grader uppmäts i Östergarnsholm, Gotland, vilket tangerar den högsta temperaturen för en tropisk natt i Sverige.

- 5 augusti: På 12 timmar faller 54 mm regn i Älvsbyn, Norrbotten.

- 8 augusti: Temperaturen 34,7 grader uppmäts i Skara, Västergötland.[3]

### September
- 21 september: Stormen Knud drar in över Sveriges västkust och Skåne och orsakar bland annat strömavbrott och trafikproblem.